# ATP Challenger Rio de Janeiro
Das ATP Challenger Rio de Janeiro (offizieller Name: Peugeot Tennis Cup) war ein Tennisturnier in Brasilien, das 2012 und 2013 in Rio de Janeiro ausgetragen wurde. Es war Teil der ATP Challenger Tour und wurde im Freien auf Sandplatz ausgetragen.

## Liste der Sieger

### Einzel
| Jahr | Sieger          | Finalgegner    | Ergebnis |
| ---- | --------------- | -------------- | -------- |
| 2013 | Agustín Velotti | Blaž Rola      | 6:3, 6:4 |
| 2012 | Gastão Elias    | Boris Pašanski | 6:3, 7:5 |

### Doppel
| Jahr | Sieger                       | Finalgegner                  | Ergebnis |
| ---- | ---------------------------- | ---------------------------- | -------- |
| 2013 | Thiemo de Bakker André Sá    | Marcelo Demoliner João Souza | 6:3, 6:2 |
| 2012 | Marcelo Demoliner João Souza | Frederico Gil Pedro Sousa    | 6:2, 6:4 |